# Biotoecus opercularis
Biotoecus opercularis (Steindachner, 1875) è un pesce d'acqua dolce appartenente alla famiglia Cichlidae, sottofamiglia Geophaginae.

## Distribuzione e habitat
Questa specie è diffusa nel bacino del Rio delle Amazzoni, soprattutto nei fiumi Rio Negro, Rio Branco, Rio Trombetas, Ka'apor e altri.